# Noah Beery senior

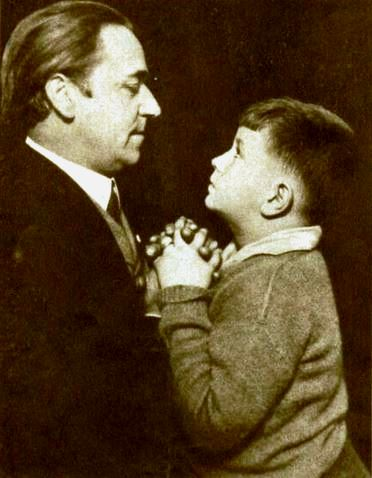
Noah Beery Sr. mit seinem gleichnamigen Sohn (1922)

Noah Nicholas Beery (* 17. Januar 1882 in Kansas City, Missouri; † 1. April 1946 in Los Angeles, Kalifornien) war ein US-amerikanischer Schauspieler.

## Leben
Beery wurde 1884 in Kansas City (Missouri) geboren. 1898 begann er im Theater aufzutreten und spielte ab 1905 am Broadway. 1915 folgte er seinem Bruder Wallace Beery nach Hollywood, um in Filmen mitzuwirken. Beery wurde meist als Bösewicht besetzt und schaffte den Durchbruch mit dem Film Das Zeichen des Zorro. 1930 erreichte seine Karriere ihren Höhepunkt. In der Folgezeit spielte er meist kleinere Rollen. Insgesamt spielte Noah Beery senior bis 1945 in insgesamt über 200 Kinofilmen.
Ebenso wie sein Bruder Wallace (1885–1949) war auch sein Sohn Noah Beery junior (1913–1994) als Schauspieler tätig.

## Filmografie (Auswahl)
- 1913: The Influence of a Child
- 1918: The Whispering Chorus
- 1918: Old Wives for New
- 1918: The Squaw Man
- 1920: Das Zeichen des Zorro (The Mark of Zorro)
- 1922: The Power of Love
- 1922: Eine Zuchthaustragödie (Flesh and Blood)
- 1923: Das goldene Land (The Spoilers)
- 1923: Menschen zweier Welten (The Call of the Canyon)
- 1923: Stormswept
- 1923: The Spoilers
- 1924: Die Frau des Kommandeurs (Lily of the Dust)
- 1925: Der Untergang der roten Rasse (The Vanishing American)
- 1925: Prärieteufel (The Thundering Herd)
- 1925: Das Herz des Stierkämpfers (The Spaniard)
- 1925: Im Tale der wilden Pferde (Wild Horse Mesa)
- 1925: Lord Jim
- 1926: Blutsbrüderschaft (Beau Geste)
- 1926: Die Farm auf dem Hügel (The Enchanted Hill)
- 1927: The Rough Riders
- 1927: The Love Mart
- 1927: The Dove
- 1928: Der weiße Harem (Beau Sabreur)
- 1928: Die Verschwörer (Two Lovers)
- 1929: Die Insel der verlorenen Schiffe (The Isle of Lost Ships)
- 1929: The Godless Girl
- 1929: The Show of Shows
- 1929: The Four Feathers
- 1930: The Song of the Flame
- 1931: The Millionaire
- 1931: Riders of the Purple Sage
- 1932: Der falsche Torero (The Kid from Spain)
- 1933: Sie tat ihm unrecht (She Done Him Wrong)
- 1933: Flammenreiter (Sunset Pass)
- 1933: Mädchenraub in Wildwest (Man of the Forest)
- 1935: King of the Damned
- 1937: Zorro Rides Again
- 1937: The Bad Man of Brimstone
- 1938: Im goldenen Westen (The Girl of the Golden West)
- 1940: Adventures of Red Ryder
- 1942: Overland Mail
- 1942: Tennessee Johnson
- 1943: Salute to the Marines
- 1944: Barbary Coast Gent
- 1945: This Man’s Navy